# یوروداک
یوروداک (انگلیسی: Eurodoc)فدراسیون بین المللی متشکل از 28 انجمن ملی محققین دکتری در اروپا است و به عنوان یک سازمان داوطلب و غیرانتفاعی ، وضعیت محققان اولیه شغلی در اروپا را با توجه به پارامترهای مختلف (مانند تحرک ، شرایط کار ، فرصت های شغلی ، مسیرهای شغلی ، نظارت و آموزش دکترا) زیر نظر دارد.هر سال در بهار ، یوروداک یک کنفرانس بین المللی تشکیل می دهد. هدف از این کنفرانس فراهم آوردن چارچوبی برای ملاقات داوطلبان دکترا و محققان با رهبران سیاسی و اقتصادی اروپایی است.